# Pacific Gas and Electric Company
Pacific Gas and Electric Company (PG&E) is een Amerikaanse particulier nutsbedrijf dat zorgt voor de aanlevering van aardgas en elektriciteit in Noord-Californië.
PG&E is in het bezit van het beursgenoteerde PG&E Corporation. Het bedrijf is opgericht in 1905 en het hoofdkantoor ligt in San Francisco.

## Activiteiten
Het nutsbedrijf heeft ongeveer 16 miljoen klanten in het midden en noorden van Californië. Het werkterrein beslaat een oppervlakte van 180.000 km², ofwel vijfmaal groter dan Nederland. PG&E levert vooral elektriciteit en gas. De nadruk van de bedrijfsactiviteiten ligt op transmissie en distributie. Per eind 2017 telde het 23.000 medewerkers.
Slechts een-derde van de benodigde elektriciteit wordt door PG&E zelf opgewekt, de rest wordt van derden gekocht op basis van lange termijn leveringscontracten. PG&E wekt vooral stroom op uit waterkracht- en kerncentrales. In 2017 leverde PG&E ruim 82.000 gigawattuur aan haar klanten; hiervan was een-derde geleverd aan particulieren en de rest aan bedrijven, industrie en de landbouwsector.
Medio 2016 maakte het bedrijf bekend de kerncentrale Diablo Canyon in San Luis Obispo County te gaan sluiten in 2025. De centrale telt twee reactoren met een opgesteld vermogen van 2200 MW in totaal. De centrale levert zo’n 18.000 GWu per jaar en dit is gelijk aan 9% van alle geproduceerde elektriciteit in Californië. Als alles doorgaat dan staakt de centrale in 2025 de productie.

## Regulering
De activiteiten van PG&E zijn gereguleerd. Het bedrijf is daardoor niet vrij om de prijzen voor de diensten zelf te bepalen, maar doet dit na overleg met de toezichthouder, de California Public Utilities Commission (CPUC). Dit is een normale situatie in de nutssector. De afspraken met de toezichthouder worden vastgelegd in meerjarige contracten, waardoor omzet en winsten van PG&E zeer voorspelbaar zijn. De tarieven worden vastgesteld aan de hand van een formule. De formule bestaat uit drie belangrijke onderdelen, namelijk:
- de noodzakelijke middelen voor het uitvoeren van de transmissie- en distributietaken (bijvoorbeeld transformatoren, elektricteitsleidingen en pijplijnen);
- de financiering van deze activa (denk aan aandelenvermogen en schulden);
- een marktconforme vergoeding voor het door de aandeelhouders ter beschikking gestelde vermogen.

Op basis van deze afspraken heeft het bedrijf een gestage winstgroei gerealiseerd in de afgelopen vijf jaar.

## Bosbranden
Op 16 november 2018 daalde de aandelenkoers van PG&E met 60% nadat bekend werd dat de onderneming problemen had met een van de transmissielijnen zo’n 15 minuten voor de uitbraak van een grote bosbrand in het noorden van Californië. Door de brand zijn al 63 mensen om het leven gekomen en is grote schade toegebracht aan de natuur en onroerend goed. PG&E kan hierdoor verantwoordelijk worden gehouden en hoge financiële claims tegemoet zien. De toezichthouder CPUC heeft al toegezegd dat ze de onderneming niet failliet zal laten gaan waardoor de koers enigszins herstelde. PG&E kreeg bescherming tegen de eisen voor schadevergoeding onder hoofdstuk 11 (Chapter 11) van de Amerikaanse faillissementswet. In september 2019 kwamen de betrokken partijen tot een schikking, PG&E zal US$ 11 miljard betalen om de schade te dekken. De rechter moet de overeenkomst nog goedkeuren. In oktober 2017 waren er ook branden mede veroorzaakt door defect materieel van PG&E.